# Vetlanda
För andra betydelser, se Vetlanda (olika betydelser).

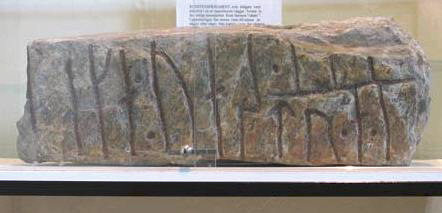
Vetlandarunstenen

Vetlanda uttal (fil) (tidigare Hvetlanda) är en tätort och centralort i Vetlanda kommun i Jönköpings län.

## Historia
Vetlanda har anor som marknads- och tingsplats sedan 1000-talet. Enligt göticisten Petter Rudebeck hade staden en längre historia än så, fast under namnet Vitala. Det moderna Vetlanda har sitt ursprung i ett antal större gårdar, vars namn lever kvar i det centrala Vetlanda. Stadsrättigheterna firades med en stor fest på Stortorget årsskiftet 1919/1920. I mitten av 1960-talet började, liksom i många andra svenska småstäder, en "sanering" och man rev en del äldre hus. Bland hus av den äldre bebyggelsen som finns kvar kan nämnas Sollinska huset, som ligger vid järnvägsstationen, Svedbomska villan, Sparbankshuset och Gamla Stadshuset, alla mitt i staden.
En gång i tiden var Vetlanda en järnvägsknut. Här korsade smalspåriga Vetlanda Järnvägar mot Målilla och Sävsjö den normalspåriga linjen Nässjö–Nybro. Av Vetlandas järnvägar återstår i dag bara Emådalsbanan för godstrafik österut till bruken i Kvillsfors och Pauliström samt linjen till Nässjö. Bland annat genom den satsning som BK Tåg gjorde på privat järnvägsdrift har detta spår till Vetlandas historia kunnat bibehållas.  Linjen söderut mot Åseda trafikerades inte efter 2002, stängdes för trafik 2006 och lades ned 2016.

### Administrativa tillhörigheter
Vetlanda var och är kyrkby i Vetlanda socken och ingick efter kommunreformen 1862 i Vetlanda landskommun där Vetlanda municipalsamhälle inrättades 11 november 1887. Samhället med kringområde utbröts ur landskommunen 1909 och bildade Vetlanda köping som 1920 ombildades till Vetlanda stad. Stadskommunen uppgick 1971 i Vetlanda kommun med Vetlanda som centralort.
I kyrkligt hänseende har Vetlanda alltid hört till Vetlanda församling.
Orten ingick till 1933 i Östra härads tingslag därefter till 1948 i Östra Njudungs tingslag och sedan till 1971 i Njudungs tingslag. Sedan 1971 ingår Vetlanda i Eksjö tingsrätts domsaga.

### Befolkningsutveckling

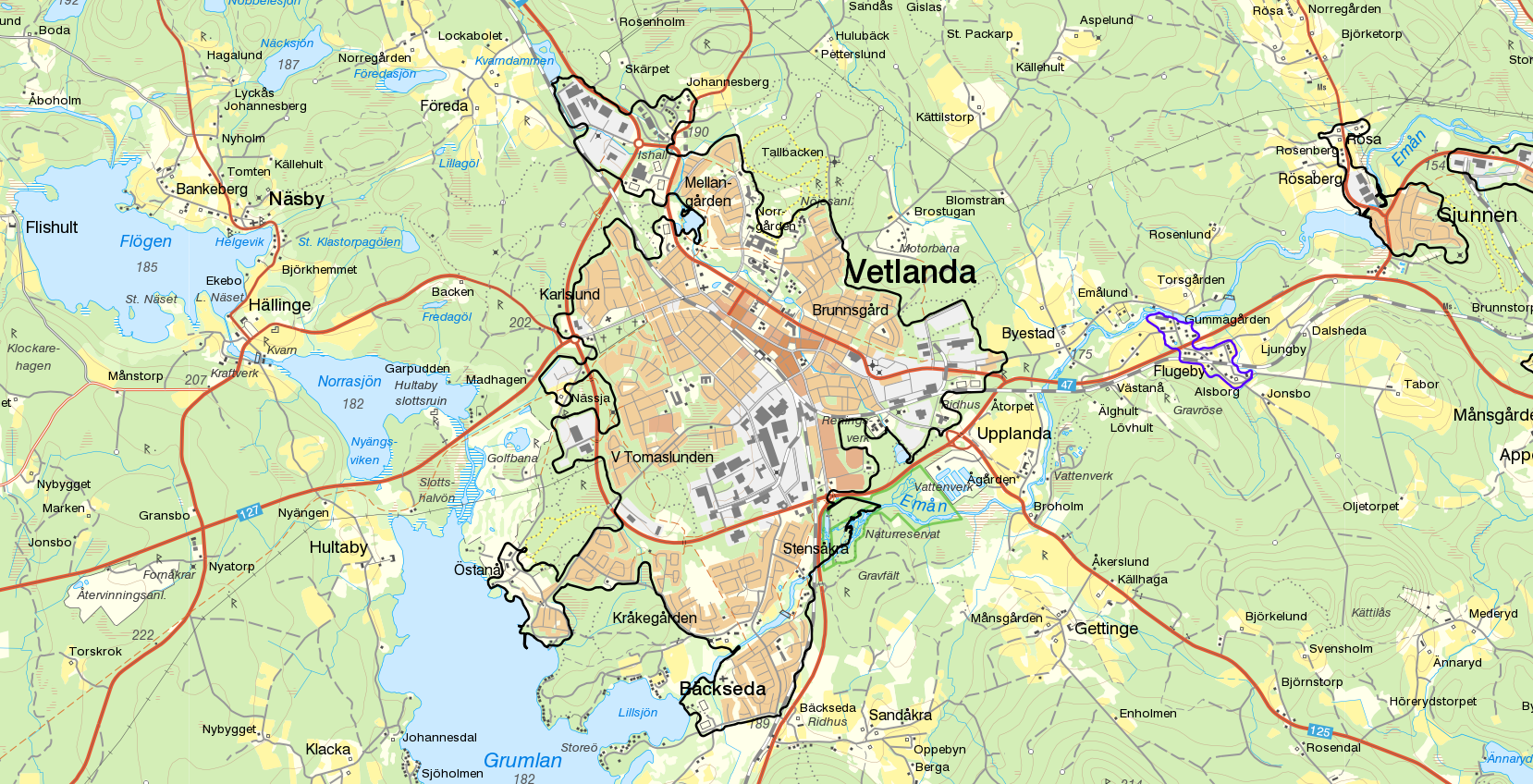
Den av Statistiska centralbyrån avgränsade tätorten Vetlanda, med gränserna från tätortsavgränsningen 2015 i svart. På kartan syns även tätorten Sjunnen samt del av tätorten Holsbybrunn med svarta gränser och småorten Flugeby med lila gräns.

| Befolkningsutvecklingen i Vetlanda 1900–2020 | Befolkningsutvecklingen i Vetlanda 1900–2020 | Befolkningsutvecklingen i Vetlanda 1900–2020 | Befolkningsutvecklingen i Vetlanda 1900–2020 | Befolkningsutvecklingen i Vetlanda 1900–2020 |
| --- | -------------------------------------------- | -------------------------------------------- | -------------------------------------------- | -------------------------------------------- |
| |                                              |                                              |                                              |                                              |
| År |                                              |                                              | Folkmängd                                    | Areal (ha)                                   |
| 1900 | 1900                                         |                                              | 1 715                                        | †                                            |
| 1950 | 1950                                         |                                              | 6 460                                        | ##                                           |
| 1960 | 1960                                         |                                              | 9 250                                        | 517                                          |
| 1965 | 1965                                         |                                              | 10 091                                       | 566                                          |
| 1970 | 1970                                         |                                              | 12 024                                       | 700                                          |
| 1975 | 1975                                         |                                              | 12 358                                       | 750                                          |
| 1980 | 1980                                         |                                              | 12 416                                       | 808                                          |
| 1990 | 1990                                         |                                              | 12 619                                       | 907                                          |
| 1995 | 1995                                         |                                              | 12 949                                       | 931                                          |
| 2000 | 2000                                         |                                              | 12 559                                       | 987                                          |
| 2005 | 2005                                         |                                              | 12 695                                       | 1 000                                        |
| 2010 | 2010                                         |                                              | 13 050                                       | 1 017                                        |
| 2015 | 2015                                         |                                              | 13 430                                       | 1 078                                        |
| 2020 | 2020                                         |                                              | 13 674                                       | 1 121                                        |
| Anm.: Sammanvuxen med Tomaslunden och Stensåkra 1960. Sammanvuxen med Bäckseda 1970. † Befolkning runt ett municipalsamhälle 1900. ## Som tätort/befolkningsagglomeration 1920–1950. |                                              |                                              |                                              |                                              |

## Stadsdelar
- Brunnsgården, Vetlanda
- Karlslund, Vetlanda
- Mellangården, Vetlanda
- Pukargården, Vetlanda

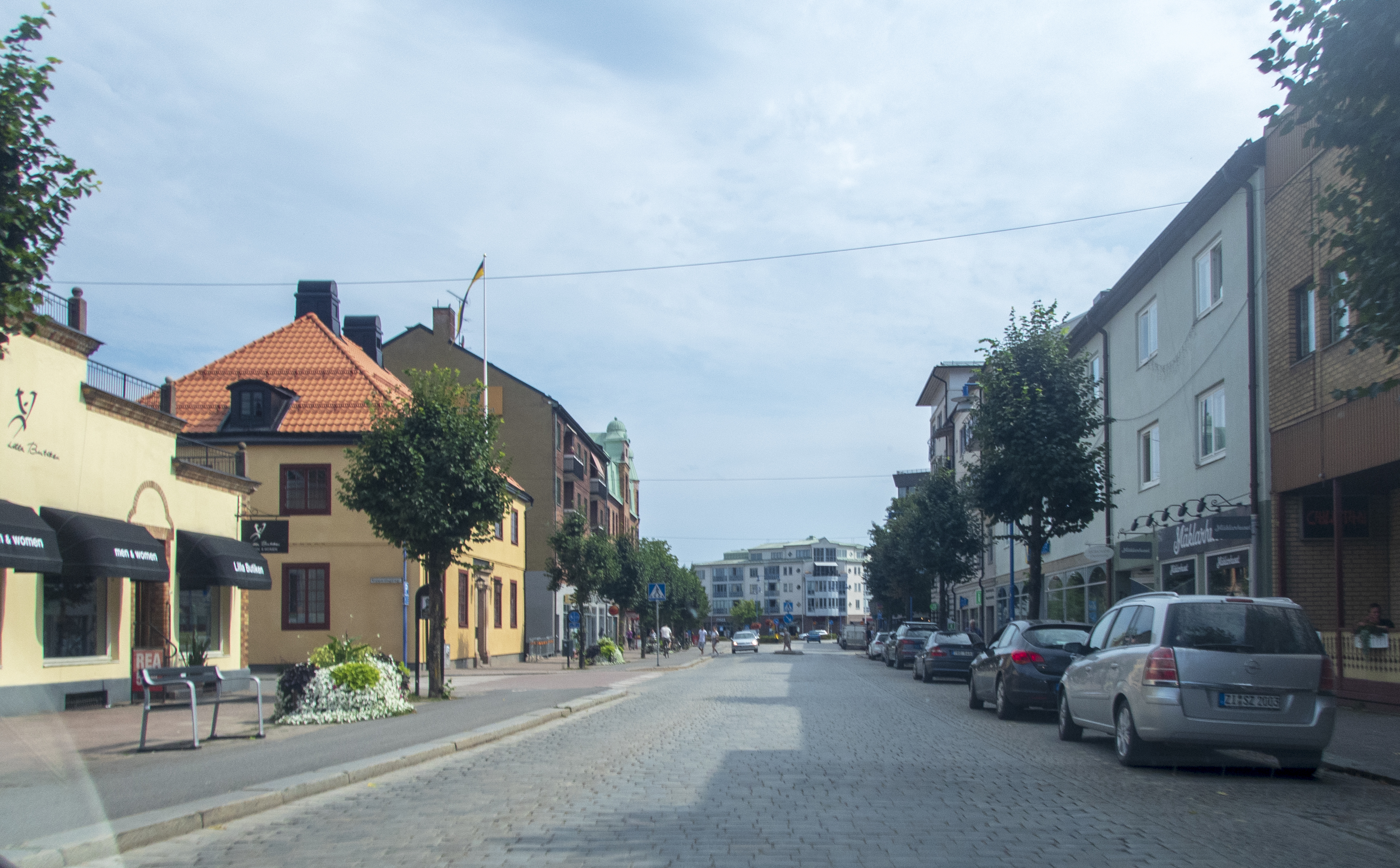
Storgatan i Vetlanda

- Stensåkra, Vetlanda ("gammal småhusstadsdel")
- Tomaslunden, Vetlanda
- Östersand, Vetlanda

## Näringsliv
Vetlanda är en gammal "träindustristad". I dag domineras stadens näringsliv av Hydro/Sapa som har över 1 000 anställda, samt Elitfönster (före detta Myresjöfönster). Tidigare var även Vetlanda känt för sin tändsticksfabrik (Stickan).

### Bankväsende
Östra härads sparbank grundades 1857 och uppgick 1969 i Jönköpings läns sparbank som senare blev en del av Swedbank.
Smålands enskilda bank hade ett kontor i Vetlanda åtminstone från 1860-talet. År 1878 grundades Östra härads folkbank i Vetlanda. Folkbanken uppgick år 1897 i nybildade Hvetlanda bankaktiebolag. Hvetlanda bankaktiebolag uppgick under år 1906 i Sydsvenska kreditaktiebolaget. År 1915 öppnade Skånska Handelsbanken ett kontor i Vetlanda. Dessa banker uppgick sedermera i Nordea, Handelsbanken och SEB.

## Idrottslag i Vetlanda
- Vetlanda FF, Fotbollslag i lägre division, fostrat spelare som Kalle Strid och Leif Ytterell (sedermera allsvenska spelare)
- Hvetlanda GIF, Fotbollslag i lägre division, fostrat spelare som "Legolas" (sedermera allsvensk spelare)
- Vetlanda MS, Flerfaldiga svenska mästare i speedway (Njudungarna, VMS Elit, Elit Vetlanda, Vetlanda Speedway)
- Vetlanda BK, Flerfaldiga svenska mästare i bandy med många spelare i landslaget genom åren
- Hvetlanda BC, F.d. elitklubb i Boule med många svenska mästerskap. Sveriges Mr Boule, Hilbert Björkdal har verkat i klubben i många år.
- Vetlanda IB, Innebandylag i Division 1
- Vetlanda HF, Handbollslag i Division 1
- Vetlanda TK, Tennislag som för närvarande spelar i Division två
- Skirö  AIK, bandy, damlaget spelar i högsta serien, Elitserien och herrlaget i div 1 (20/21).
- Vetlanda Roddarsällskap, gammal roddförening med en del duktiga roddare, upplöstes 1982

## Sevärdheter
- Sollinska huset (kvarteret Trasten 5) på Järnvägsgatan 9 uppfördes under åren 1902-1903 av den tidens störste industriman i Vetlanda, C.O. Nilsson. Huset byggdes av byggmästare Frans Gustaf Andersson efter ritningar av en tysk arkitekt. Byggnaden är uppförd i två våningar under plåttak, har två sidorisaliter och mellan dem en tvåvåningsveranda mot trädgårdssidan, samt burspråk och ett åttakantigt torn.

- Forngården hembygdspark
- Illharjen naturreservat
- Drags udde naturreservat
- Kvarndammen

## Kända personer från Vetlanda
- Ingrid Dahlberg, fd Dramatenchef, fd landshövding
- David Edström, Skulptör född 1873 i Vetlanda som senare utvandrade till USA.
- Lars-Göran Frisk, Radioprofil och skivsamlare
- James Hollingworth, Musiker
- Thomas H Jonasson, Speedwayförare i Elit Vetlanda
- Gun Jönsson, Skådespelare och regissör
- Per Lennartsson, Bandyspelare
- Putte Nelsson, Pianist i TV-programmet Så ska det låta
- Lena Philipsson, Artist
- Eric Ragnor Sventenius, Botanist
- Helena Bouveng, Riksdagsledamot
- Erik Karlsson, hockeyspelare NHL
- Maria Erixon Levin, modedesigner
- Johan Franzén, hockeyspelare
- Bo "Bildoktorn" Andersson, Bildoktor, författare och föredragshållare.